# Reliktsee
Ein Reliktsee ist der Rest eines früheren Meeres, der entweder durch eine Absenkung des Meeresspiegels oder durch eine Landhebung von diesem getrennt wurde.